# İnili
İnili è un comune dell'Azerbaigian situato nel distretto di Cəlilabad. Conta una popolazione di 533 abitanti.